# Віржині Ефіра
Віржині Ефіра (фр. Virginie Efira, 5 травня 1977) — бельгійсько-французька акторка та телеведуча греко-єврейського походження. Володарка бельгійської премії «Магрітт» та французької премії «Сезар» за найкращу жіночу роль у фільмі «У ліжку з Вікторією» 2016 року.

## Біографія
Дочка професора Андре Ефіра (фр. André Efira), гематолога-онколога, і Карін Вірельст (фр. Carine Verelst). Вона вивчала латинь, математику, психологію та соціальні науки, а потім навчалася в консерваторії Національного інституту театру. Її телевізійна кар'єра почалася в 1998 році, а в 2004 році — як актриси кінематографу.

### Особисте життя
З 2002 по 2009 роки була одружена з актором і продюсером Патріком Рідремонтом, у 2013—2014 рр. — з французьким режисером Мабруком Ель Мекрі, з яким має дочку Алі (народилася 24 травня 2013 року в Парижі). Перебуває у стосунках з франко-канадським актором Нільсом Шнайдером.
Також вона практикує покер.

## Фільмографія

### Кіно
| Рік  | Назва                                                      | Роль                   | Примітки    |
| ---- | ---------------------------------------------------------- | ---------------------- | ----------- |
| 2008 | Чоловіки ніколи не плачуть / Les Hommes ne pleurent jamais | Софі                   |             |
| 2009 | Барони / Les Barons                                        | Художниця              |             |
| 2010 | Вістлер / Le Siffleur                                      | Кендіс                 |             |
| 2010 | Любов найкраща для двох / L'Amour c'est mieux à deux       |                        |             |
| 2010 | Убий мене, будь ласка / Kill Me Please                     | Інспектор Еврар        |             |
| 2011 | Мій найстрашніший кошмар / Mon pire cauchemar              | Жулі                   |             |
| 2012 | Мрець, що говорить / Dead Man Talking                      | Елізабет Лакруа        |             |
| 2013 | Коханець напрокат / 20 ans d'écart                         | Аліса Лантенс          |             |
| 2013 | Непереможні / Les Invincibles                              | Керолайн               |             |
| 2016 | Кохання не за розміром / Un homme à la hauteur             | Діана                  |             |
| 2016 | Вона / Elle                                                | Ребекка                |             |
| 2016 | У ліжку з Вікторією / Victoria                             | Вікторія Спік          |             |
| 2017 | Таємне життя комах / Drôles de petites bêtes               | Югетт, оса (озвучення) | анімаційний |
| 2018 | Щасливі невдахи / Le Grand Bain                            | Дельфін, тренер        |             |
| 2018 | Неможливе кохання / Un amour impossible                    | Рашель Стейнер         |             |
| 2019 | Сібіл / Sibyl                                              | Сібіл                  |             |
| 2020 | Відчайдушні втікачі / Adieu les cons                       | Сюзі Траппе            |             |
| 2021 | Бенедетта / Benedetta                                      | Бенедетта Карліні      |             |